# Кауфман, Пётр Фёдорович
Пётр Фёдорович фон Ка́уфман (1784—1849) — русский военачальник из рода Кауфманов, участник войн с Наполеоном, командир 7-й пехотной дивизии, генерал-лейтенант.

## Биография
Сын австрийского дворянина, вступившего в русскую службу в 1771 году в чине капитана и умершего в 1793 году.
Родился в 1784 году в Могилёве-Подольском. Воспитывался в 1-м кадетском корпусе, из которого в 1799 году был выпущен прапорщиком в Вятский пехотный полк, и с этим полком участвовал в войнах: с Францией в 1805, 1806—1807 и 1812, 1813—1814 и с Турцией в 1811—1812 годах, во время которых был трижды ранен.
26 декабря 1821 года он получил в командование 31-й егерский полк, с которым участвовал в войне с Турцией в 1828—1829 годах, отличился в бою под Ески-Арнаутларом, где был ранен; в 1828 году назначен комендантом крепости Варна.
В 1829 году Кауфман был назначен командиром Селенгинского пехотного полка, в 1833 году — командиром Симбирского егерского полка. В 1836 году ему было пожаловано в Царстве Польском в потомственное владение имение, приносящее доход в 5000 злотых.
6 февраля 1837 года Кауфман был произведён в генерал-майоры и назначен командиром сперва 2-й, потом 1-й бригады 1-й пехотной дивизии. В 1847 году он был произведён в генерал-лейтенанты и назначен командиром 7-й пехотной дивизии. С ней он принял участие в войне с венграми в 1849 году и 13 декабря того же года умер в Красноставе; исключён из списков умершим 7 января 1850 года.

## Семья
Кауфман был женат на Эмилии Ивановне Ватсон. Их дети:
- Александр (1816—1843), подпоручик лейб-гвардии Сапёрного батальона.
- Константин (1818—1882), инженер-генерал, генерал-адъютант, Туркестантский генерал-губернатор и командующий войсками Туркестанского военного округа
- Николай (1820—1851), чиновник Управления Новороссийского и Бессарабского генерал-губернатора
- Михаил (1821—1902), инженер-генерал, генерал-адъютант, член Государственного совета
- Любовь (? - 1908), муж - действ.стат.советник Николай Константинович Марк.

## Награды
За свою службу Кауфман был награждён многими орденами, в их числе:
- Орден Святой Анны 3-й степени (с 1815 года — 4-я степень) (1812 год)\
- Прусский орден Pour le Mérite
- Орден Святого Георгия 4-й степени (13 февраля 1823 года, № 3663 по кавалерскому списку Григоровича — Степанова)
- Орден Святой Анны 2-й степени (1829 год)
- Орден Святого Владимира 3-й степени (1829 год)
- Орден Святого Станислава 2-й степени со звездой (1833 год)
- Орден Святого Станислава 1-й степени